# Oblast Omsk
De oblast Omsk (Russisch: Омская область, Omskaja oblast) is een oblast (bestuurlijke eenheid) van Rusland, gelegen in het zuiden van West-Siberië. De hoofdstad is de gelijknamige stad Omsk. In de oblast wonen ruim 2 miljoen mensen, waarvan 1,1 miljoen in de stad Omsk. De oblast grenst aan Kazachstan en aan de oblasten Tjoemen, Novosibirsk en Tomsk. De oblast werd gevormd in januari 1918.
De belangrijkste rivier is de Irtysj, een belangrijke zijrivier van de Ob; bij Omsk stroomt de Om die rivier in. Het klimaat in deze regio is continentaal met koude winters en hete zomers. Het noordelijk deel van de oblast bestaat overwegend uit een bosrijke taiga.
In het zuiden doorkruist de trans-Siberische spoorlijn de oblast.

## Demografie
| 1926      | 1939      | 1959      | 1970      | 1979      | 1989      | 2002      |
| --------- | --------- | --------- | --------- | --------- | --------- | --------- |
| 1.122.000 | 1.390.000 | 1.645.000 | 1.824.000 | 1.954.000 | 2.140.000 | 2.079.200 |